# Tony Hulman
Anton "Tony" Hulman, Jr.(Terre Haute, Indiana, 11 de fevereiro de 1901 — Indianápolis, 27 de outubro de 1977) foi um empresário, atuante também na filantropia que comprou o Indianapolis Motor Speedway em 1945 e trouxe de volta para o curso da famosa corrida a cada temporada após um hiato de quatro anos após a Segunda Guerra Mundial depois de um ciclo de 4 anos. Também um dos fundadores da United States Auto Club(USAC). É avô de Tony George, fundador da Indy Racing League/IndyCar Series.

## A Era Tony Hulman no Indianapolis Motor Speedway
Hulman é provavelmente mais conhecido por comprar em ruínas Indianapolis Motor Speedway de um grupo liderado na Primeira Guerra Mundial por Eddie Rickenbacker imediatamente após a Segunda Guerra Mundial. Influenciado por três vezes vencedor das 500 Milhas de Indianápolis, Wilbur Shaw (que se tornou presidente do circuito oval nos primeiros anos do Regime Hulman), Hulman fez inúmeras melhorias para a pista na hora da corrida a ser realizada em 1946.
Após a morte de Shaw em um avião em 30 de outubro de 1954, Hulman entrou no seu papel no Indianapolis Motor Speedway como a "cara" do autódromo.
Ele seguiu a tradição de lançar a 500 milhas de Indianápolis com o comando inicial de: "senhores, liguem seus motores!" Até a década de 1970, apesar do fato de ele tinha dado o comando tantas vezes antes, ele sempre praticá-lo extensivamente antecipadamente, e no dia da corrida, ele invariavelmente puxaria um cartão contendo a célebre frase: "Cavaleiros, liguem seus motores" do bolso do seu terno como dirigiu-se ao microfone. Luke Walton, que, com Wilbur Shaw tinha fundado a rede de rádio do Indianapolis Motor Speedway, foi durante muitos anos um comentarista esportivo e trabalhou anualmente com Hulman (e mais tarde com a Sra. Hulman) para garantir que cada palavra foi entregue com a devida importância.

## Honrarias
- Ele foi introduzido ao Motorsports Hall of Fame of America em 1991.
- He é um membro do Indiana Football Hall of Fame.
- Ele foi introduzido ao International Motorsports Hall of Fame em 1990.